# Romain Seigle
Romain Seigle (Vienne, 11 de octubre de 1994) es un ciclista francés.

## Palmarés
- Todavía no ha conseguido ninguna victoria como profesional.

## Resultados en Grandes Vueltas
| Carrera | Carrera         | 2018 | 2019 | 2020 | 2021 |
| ------- | --------------- | ---- | ---- | ---- | ---- |
|         | Giro de Italia  | —    | —    | —    | 88.º |
|         | Tour de Francia | —    | —    | —    | —    |
|         | Vuelta a España | —    | 80.º | Ab.  | —    |

—: no participa

Ab.: abandono

## Equipos
- FDJ stagiaire (2017)[1]
- FDJ[2] (2018-2021)
  - FDJ (2018)
  - Groupama-FDJ (2018-2021)